# Cham Tangū
Cham Tangū (persiska: چم تنگو) är en ort i Iran.   Den ligger i provinsen Khuzestan, i den centrala delen av landet, 600 km söder om huvudstaden Teheran. Cham Tangū ligger 11 meter över havet och antalet invånare är 122.
Terrängen runt Cham Tangū är mycket platt. Runt Cham Tangū är det ganska tätbefolkat, med 62 invånare per kvadratkilometer. Närmaste större samhälle är Hendījān, 9,9 km söder om Cham Tangū. Trakten runt Cham Tangū är ofruktbar med lite eller ingen växtlighet.